# Лайтман Міхаель Семенович
 Міхае́ль Семе́нович Ла́йтман  від народження прізвище Лейтман (біл. Міхаэль Сямёнавіч Лайтман, івр. מיכאל לייטמן, нар.31 серпня 1946 р., м. Вітебськ) — кандидат філософських наук, кабаліст, професор онтології та теорії пізнання[джерело?], засновник і керівник Міжнародної Академії Кабали, інституту дослідження Кабали ім. Й. Ашлаґа (англ. ARI — Ashlag Research Institute) — некомерційних організацій, що займаються дослідженням і просвітницькою діяльністю в галузі так званої «науки Кабала» (атестат професора онтології та теорії пізнання виданий недержавною суспільною організацією).
Член Світової Ради Мудреців — зборів провідних[на чию думку?] учених і суспільних діячів, що займаються вирішенням глобальних проблем сучасної цивілізації[джерело?].
Учень кабаліста Баруха Ашлаґа[відсутнє в джерелі] (1906—1991 рр.), сина й послідовника найбільшого кабаліста XX ст. — Єгуди Ашлаґа (1884—1954 рр.), автора коментарю на книгу «Зоар», М. Лайтман продовжує ланцюжок передачі кабалістичного знання сучасному поколінню.
Учасник акції «круглий стіл вільних голосів» під егідою «англ. Dropping knowledge» на Бебельплац (Берлін, 9 вересня 2006 р).

## Біографія
М. Лайтман народився у місті Вітебськ (Білорусь).
У 1970 р. — закінчив Ленінградський електротехнічний інститут імені В. І. Ульянова (Леніна) — факультет біологічної й медичної кібернетики. У рамках навчання проводив дослідницьку роботу в інституті дослідження крові, спеціалізувався по електромагнітному регулюванню кровопостачання серця й мозку. Після закінчення інституту працював у Кронштадтській лабораторії Військово-медичної академії, потім у м. Севастополі, у дельфінарії академії. Під керівництвом професора Ахутіна працював на тему — космічна медицина.
У 1974 р. — репатріювався в Ізраїль, служив на базі ВПС Ізраїлю, де перевіряв електронну частину навігаційних систем бомбардувальників F-16[джерело?]. Зайнявся бізнесом у медичній сфері.
У 1975 р. — усвідомив себе віруючим. Розчарувавшись у здатності науки розкрити джерело життя, почав відвідувати рабинів і кабалістів, намагаючись одержати відповідь на це питання.
У 1978 р. — наукові дослідження привели М. Лайтмана до вивчення древньої науки Кабала. Ставши учнем кабаліста Баруха Ашлаґа (1906—1991 рр.), сина й послідовника найбільшого кабаліста XX ст. — Єгуди Ашлаґа (Бааль Сулам, 1884—1954 рр.), автора коментарю «Сулам» (Драбина), на книгу «Зоар».
У 1991 р. — заснував кабалістичну групу Бней Барух.
У 2004 році в ІФ РАН під науковим керівництвом академіка РАО Буєвої Л. П. захистив дисертацію на здобуття наукового ступеня кандидата філософських наук за темою «Кабала як форма ірраціональної свідомості» (спеціальність 09.00.13 — «Релігієзнавство, філософська антропологія, філософія культури»). Офіційними опонентами виступили доктор філософських наук, професор Розін В. М. та кандидат філософських наук Макарон Л. С.; у цьому провідна установа — Московський педагогічний державний університет. У тому ж 2004 р. вища міжакадемічна атестаційна комісія «Міжнародного міжакадемічного союзу» видала Лайтманові атестат професора.
Останні 30 років займається дослідженням науки Кабала. Живе в Ізраїлі, одружений, має трьох дітей.

## Псевдонім
Скорочення «РАМЛАН» (псевдонім) розшифровується як РАв Міхаель Лайтман.
Слід урахувати, що М. Лайтман не проходив прийнятих в Ізраїлі сертифікаційних іспитів на рабина і не має права проводити пов'язані з посадою рабина церемонії.
Слово «рав» у цьому випадку використовується як форма прояву поваги до М. Лайтмана його учнями.

## Нагороди
- Людина Року в медичній кібернетиці, Ізраїль, 1995,
- «Хто є хто в історії суспільства»,
- «Хто є хто серед професіоналів»,
- «За видатні професійні й суспільні досягнення» (2001–2002).

## Лікування
РАМЛАН приймає хворих і проводить лікування за своєю методикою, заснованою на принципі зрівноважування систем організму. Методика дає гарні результати у тих, хто має розумову відсталість й запізнювання в розвитку[джерело?].

## Лекції

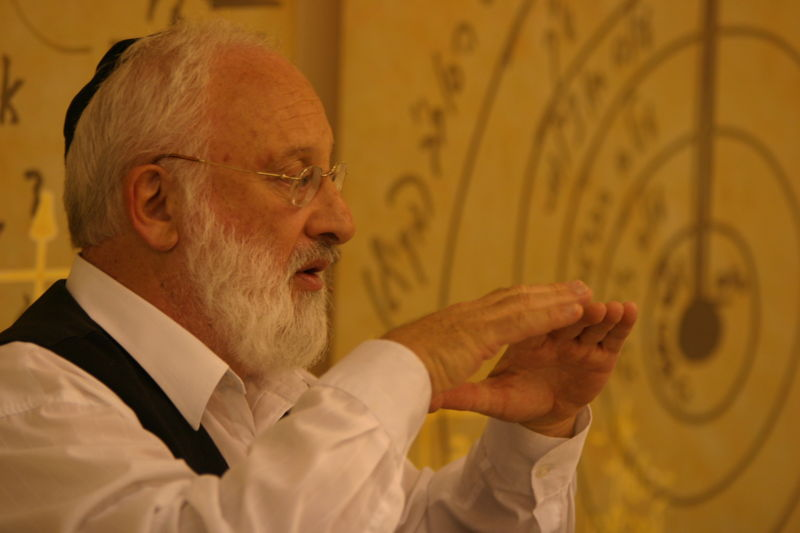
Під час лекції — Лайтман М. С.

Транслюються щодня в прямому ефірі на сайті «Міжнародної академії кабали».

## Роль в розвитку кабали
Михайло Лайтман продовжує ланцюжок передачі й поширення знання про щиру дійсність і методику реалізації мети її існування й розкриття, після РАШБИ — АРИ — Бааль Сулама — Рабаша.
Бааль Сулам — розкрив у нашому світі внутрішній зміст мудрості кабали, що описує духовний процес людини, розвиток відчуття сили дійсності;
РАБАШ — адаптував Мудрість отриману від Бааль Сулама для сприйняття нашим поколінням, описавши внутрішню роботу людини, розкрив можливість кожному бажаючому почати свій духовний розвиток.
РАМЛАН — Мудрість отриману прямо від Рабаша й передану крізь століття по ланцюжкові кабалістів нашому поколінню — поширює по всьому світі й робить її доступною кожному бажаючому. Продовжує подальше розкриття й роз'яснення методики розвитку відчуття людиною духовного життя (вічності й досконалості). Пояснює, що єдиний вихід і порятунок людства від тотальної кризи, що стрімко розвивається, — у негайному спільному виході людства в духовний простір і в продовженні подальшого існування в духовному світі, у своїй щирій вічній і зробленій духовній формі, до цього ж закликають усі пророки з глибини століть і про це говорять усі святі книги.
РАМЛАН виражає іскру зв'язку сили дійсності з нашим поколінням і цим дає всім нам надію на порятунок.

## Критика
Діяльність М. Лайтмана викликає крайнє неприйняття, критику з боку релігійних і світських послідовників класичного підходу до кабали. Критики М. Лайтмана звинувачують його в сектантстві і в профанації Кабали. Вони категорично відкидають твердження М. Лайтмана про відсутність зв'язку між Кабалою і юдаїзмом, мотивуючи це тим, що всі кабалісти минулого й сьогодення були, та є ортодоксальними юдеями, що скрупульозно дотримують галахічних приписів.
Російська асоціація центрів вивчення релігій і сект (РАЦИРС) внесла «Школу Міхаеля Лайтмана» у свій список тоталітарних сект.
Стверджує на своєму вебсайті, що має «докторський ступінь з філософії та кабали» від «московського інституту філософії» Російської академії наук і додає до свого імені «рав» (рабі-ребе), але з точки зору рабинату Ізраїля він не є.

## Твори
М. Лайтман — автор понад 30 книг про науку Кабалу, що коментують оригінальні кабалістичні джерела, що розкривають науку Кабалу, як мудрість і знання, необхідні людству для усвідомленого й керованого виходу з кризи цивілізації.
- Лайтман М. Богоизбранность. М., 2003.
- Лайтман М. Духовный поиск. М., 2003.
- Лайтман М. Зарождение общества будущего. М., 2004.
- Лайтман М. Исторический аспект науки каббала // Наука каббала. Международная академия каббалы [Электронный ресурс]: www.kabbalah.info. 2004.
- Лайтман М., Розин В. Каббала в контексте истории и современности. М., 2005
- Лайтман М. Каббала и религия // Наука каббала. Международная академия каббалы [Электронный ресурс]: www.kabbalah.info. 2004.
- Лайтман М. Каббала — корень всех наук // Наука каббала. Международная академия каббалы [Электронный ресурс]: www.kabbalah.info. 2004.
- Лайтман М. Каббала как современное учение // Наука каббала. Международная академия каббалы [Электронный ресурс]: www.kabbalah.info. 2004.
- Лайтман М. Каббала как форма иррационального сознания // Наука каббала. Международная академия каббалы [Электронный ресурс]: www.kabbalah.info. 2004.
- Лайтман М. Каббалистический словарь. М., 2002.
- Лайтман М. Книга «Зоар». М., 2003.
- Лайтман М. Лестница в небо. М., 2000.
- Лайтман М. Мир. Научное исследование пользы и необходимости исправления природы человека, до подобия Высшей управляющей силе, на опытной основе // Наука каббала. Международная академия каббалы [Электронный ресурс]: www.kabbalah.info. 2004.
- Лайтман М. Наука каббала. М., 2002.
- Лайтман М. Основы каббалы. М., 2000.
- Лайтман М. Плоды Мудрости. М., 1997.
- Лайтман М. Последнее поколение. М., 2004.
- Лайтман М. Постижение высших миров. М., 1995.
- Лайтман М. Развитие души. М., 2004.
- Лайтман М. Система мироздания. М., 2000.
- Лайтман М. Сравнительный анализ каббалы и философии // Наука каббала. Международная академия каббалы [Электронный ресурс]: www.kabbalah.info. 2004.
- Лайтман М. Суть науки каббала. М., 2005.
- Лайтман М. Ступени возвышения. М., 1999.
- Лайтман М. Схема мироздания. М., 2000.
- Лайтман М. Терминология науки каббала // Наука каббала. Международная академия каббалы [Электронный ресурс]: www.kabbalah.info. 2004.
- Лайтман М. Учение Десяти Сфирот. М., 2001.
- Лайтман М. Четыре мира // Наука каббала. Международная академия каббалы [Электронный ресурс]: www.kabbalah.info. 2004.
- Лайтман М. Язык каббалы // Наука каббала. Международная академия каббалы [Электронный ресурс]: www.kabbalah.info. 2004.